# Руда (притока Переводу)
Руда́ — річка в Україні, в межах Прилуцького району Чернігівської області та Пирятинського району Полтавської області. Ліва притока Переводу (басейн Дніпра).

## Опис
Довжина річки 40 км (за іншими даними 35 км), площа басейну 515 км². Долина трапецієподібна, завширшки 2—2,5 км. Заплава двобічна, заболочена. Річище слабозвивисте, завширшки до 5 м, на окремих ділянках розчищене. Похил річки 0,48 м/км. 

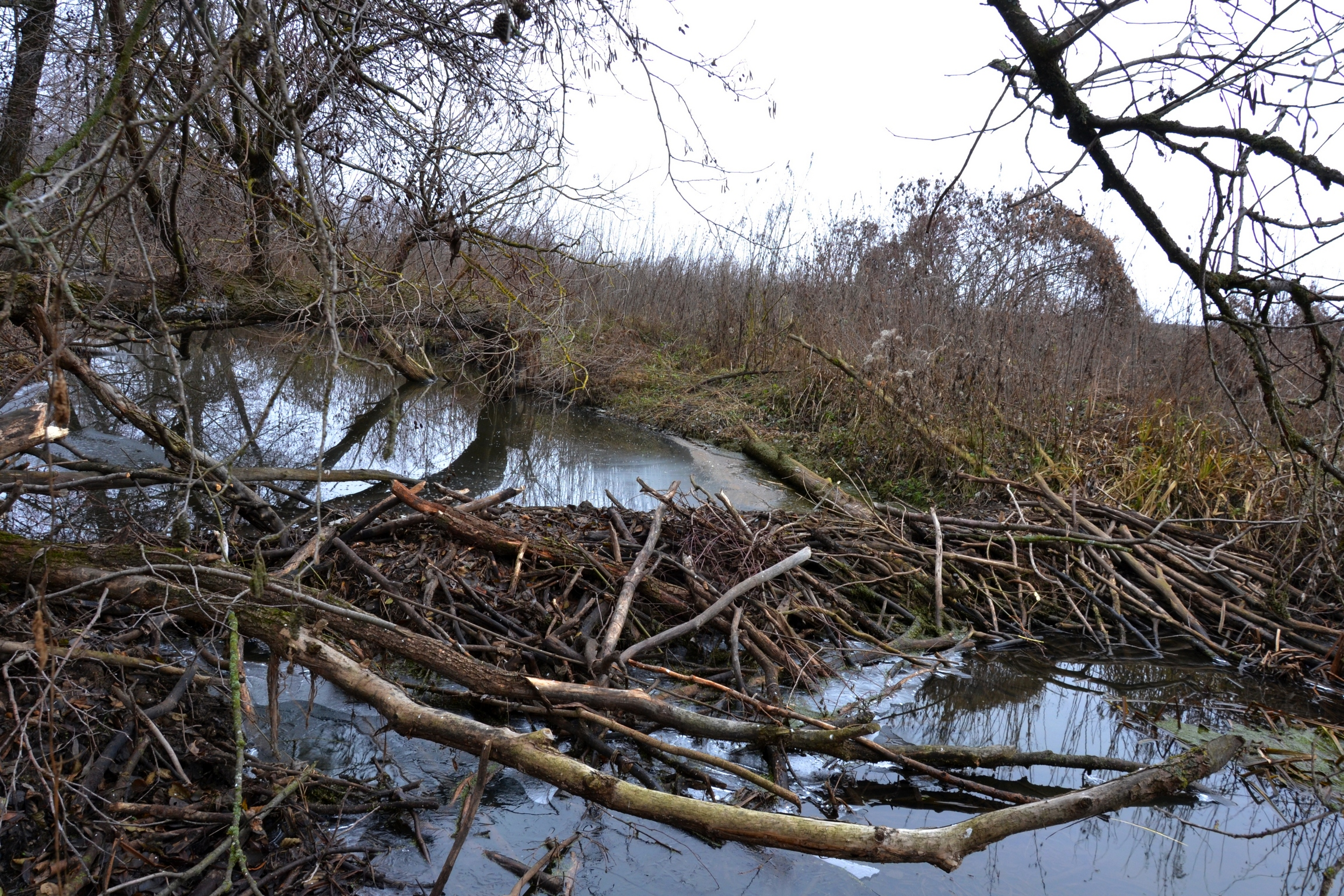
Гребля бобрів на річці Руда
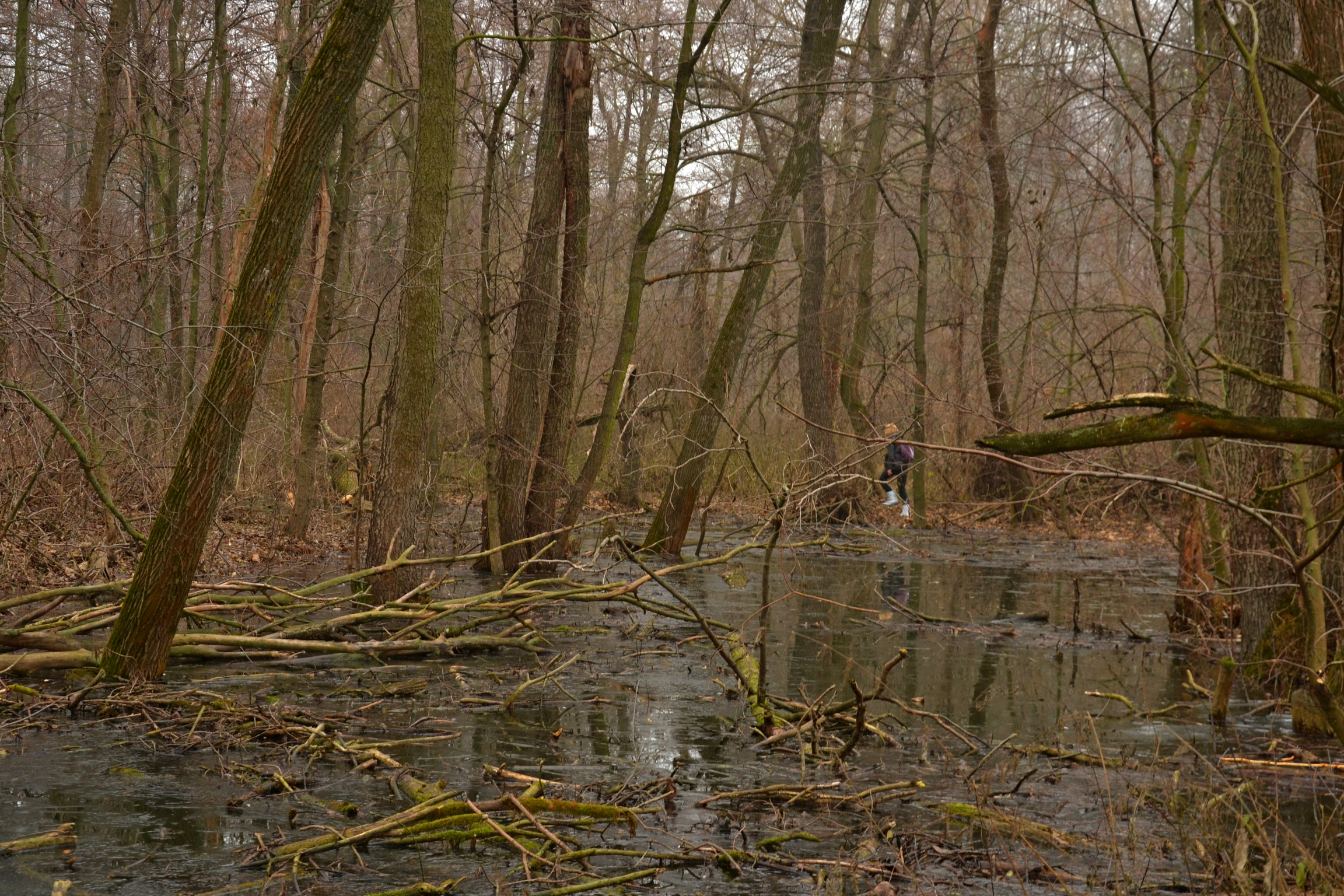
Рукав на річці Руда

## Розташування
Руда бере початок на південно-західній стороні від Покрівки. Тече переважно на південний схід через Нетежино. Впадає до Переводу на схід від села Сасинівки.
Основна притока: Дубова (ліва).
На Руді розташовані села: Яблунівске, Яблунівіка, Бубнівщина, Грабарівка, Давидівка.